# チビミミナガバンディクート
チビミミナガバンディクート (Macrotis leucura) は、哺乳綱バンディクート形目ミミナガバンティクート科ミミナガバンディクート属に分類される有袋類。1931年を最後に採集例がなく、絶滅したとされている。

## 分布
オーストラリア（クイーンズランド州、西オーストラリア州、南オーストラリア州、ノーザンテリトリー）に分布していた

## 形態
体長14から27センチメートルで、尾の長さは11.6から16センチメートル、後足長5.5から7.3センチメートル、耳介長6.3から9.2センチメートルである。ミミナガバンディクートに似るが、小型で、尾の下面は常に白色。鼻鏡は吻の先端に限られ、後方に突出しない。

## 人間との関係
人為的に移入されたアカギツネやノネコによる捕食が原因で、絶滅したと考えられている。